# Museo diocesano di Fermo
Il museo diocesano di Fermo  è stato inaugurato il 16 aprile 2004. La sua sede si trova nella parte sinistra della cattedrale della città, nei locali che hanno accolto la Confraternita del suffragio prima e l'oratorio poi. Nasce su iniziativa dell'arcivescovo Cleto Bellucci.
La struttura contiene opere di arte sacra, che coprono un arco di tempo che va dal paleocristiano al XX secolo, tracciando le linee fondamentali sulla storia della chiesa cattolica, sul rapporto dell'arcidiocesi fermana con la Chiesa di Roma, sulla liturgia e sulla devozione della stessa comunità fermana.

## Le sale
Le sale che compongono il museo sono quattro:
- la prima conserva una notevole quantità di opere appartenenti al tesoro della cattedrale;
- la seconda concentra opere di argenteria;
- la terza e la quarta costituiscono la pinacoteca del museo.

## Le opere
Il museo documenta il rilievo attribuito nel tempo al patrimonio artistico-culturale,  attraverso le opere provenienti dal  Tesoro della cattedrale e dell'episcopio fermano, oltre che da varie chiese dell'arcidiocesi.
La prima sala contiene un messale del XIII secolo, il Messale de Firmonibus miniato nel 1436 da Giovanni di Ugolino da Milano. 
In particolare sono presenti argenterie, suppellettili, e paramenti sacri, tra cui la casula di Tommaso Becket, di arte araba. La collezione di oreficeria comprende un calice di arte gotica, un servizio pontificale appartenuto al cardinale Cesare Brancadoro, l'ostensorio del cardinale Filippo de Angelis, un secchiello in argento della fine del Cinquecento, commissionato dal cardinale fiorentino Ottaviano Bandini e sicuramente di manifattura toscana, forse opera di Fabio Cafaggi. In sala è conservato anche un tempietto in lapislazzuli.
Le sale della pinacoteca contiene dipinti di Vittore Crivelli, Federico Barocci, del Pomarancio, Carlo Maratta, Corrado Giaquinto, di Francesco Hayez, di Luigi Fontana e di fra Martino Angeli.